# Martvili
Martvili (en georgiano: მარტვილი; en megreliano: მარტვილი, lit. 'día del Espíritu Santo') es una ciudad de Georgia ubicada en el centro de la región de Mingrelia-Alta Esvanetia, siendo la capital del municipio homónimo.

## Toponimia
El antiguo nombre de la ciudad es Chkondidi. Bajo el dominio soviético, de 1936 a 1990, se llamó Gegechkori en honor al bolchevique georgiano Sasha Gegechkori. 

## Geografía
El asentamiento se encuentra entre los ríos Noguela y Abasha, a 30 km de Abasha.

## Historia
En la época feudal, por el monasterio de Martvili, el pueblo pasó de llamarse Chkondidi a también llamarse Martvili.
En abril de 1918, tuvieron lugar batallas en Martvili entre rebeldes locales y unidades de la guardia nacional bajo el mando de Valiko Jugheli.
A partir de 1930 se convirtió en el centro del distrito. El 19 de marzo de 1936 pasó a llamarse Gegechkori en honor a Sasha Gegechkori. En 1956 se le otorgó el estatus de municipio y en 1964 el estatus de ciudad. En 1985, se inauguró un teleférico desde el centro de la ciudad hasta el monasterio de Martvili. 

## Demografía
La evolución demográfica de Martvili entre 1939 y 2020 fue la siguiente:
| 1660                                            | 5062 | 2984 | 3156 | 6036 | 5609 | 4425 | 4203 |
| (Fuente: Population of Georgia in Soviet times) |      |      |      |      |      |      |      |

Su población era de 4.425 en 2014, con el 99,6% de la población georgiana (mingrelianos).
|              | 1939      | 1939       | 1959      | 1959       | 2014      | 2014       |
| Grupo étnico | Población | Porcentaje | Población | Porcentaje | Población | Porcentaje |
| ------------ | --------- | ---------- | --------- | ---------- | --------- | ---------- |
| Georgianos   | 1565      | 94,3%      | 4842      | 95,7%      | 4408      | 99,61%     |
| Rusos        | 83        | 5%         | 126       | 2,5%       | 9         | 0,20%      |
| Ucranianos   | 83        | 5%         | 27        | 0,5%       | -         | -          |
| Azeríes      | -         | -          | 32        | 0,6%       | 1         | 0,02%      |
| Armenios     | 2         | 0,1%       | 16        | 0,3%       | -         | -          |
| Osetios      | -         | -          | 5         | 0,1%       | -         | -          |
| Griegos      | -         | -          | 4         | 0,1%       | -         | -          |
| Judíos       | -         | -          | -         | -          | -         | -          |
| Asirios      | 8         | 0,5%       | -         | -          | -         | -          |
| Total        | 1640      | 100%       | 5062      | 100%       | 4425      | 100%       |

## Economía
La principal industria de la ciudad es la alimentaria. Durante el período soviético, había té, conservas, queso y mantequilla, vino, fábricas de procesamiento de madera y una granja avícola. 

## Infraestructura

### Arquitectura
En la ciudad se encuentra el monasterio de Martvili (siglo VII), uno de los centros espirituales de Mingrelia a lo largo de su historia. Consta de un templo principal de los siglos VII-X, la iglesia Mtsire Chikvani (siglo XI), un pilar y un muro de cierre con edificios secundarios. 
La familia Chikvani está enterrada en la iglesia y la ciudad también alberga un museo de historia local.

## Ciudades hermanadas
- Ardeshen, Turquía